# Confine tra Croazia e Serbia
Il confine tra Croazia e Serbia corre tra i due Stati approssimativamente in direzione nord-sud ed è lungo 217 km.

## Storia
Il confine è stato stabilito come il confine tra la Repubblica Socialista di Croazia e Repubblica Socialista di Serbia, come parte della Jugoslavia. Dopo la morte di Tito, la Jugoslavia ha cominciato a disgregarsi e nei primi anni '90 è scoppiata la guerra tra Croazia e Serbia. La ridefinizione del confine è stata difficile, soprattutto per la disputa tra i due stati sul corso del Danubio, ma alla fine la controversia è rimasta. Nel 2006, dopo la scissione di Serbia e Montenegro, la disputa è stata trasferita alla Serbia e ancora oggi persiste.
Nella terra nullius di Gornja Siga ha avuto sede la micronazione di Liberland.

## Il corso del confine
Il confine comincia dalla triplice frontiera tra i due stati e l'Ungheria, vicino alle città di Hercegszántó e Draž. Il confine passa lungo il fiume Danubio, attraversandolo ma con deviazioni saltuarie dal suo corso, fino alla città di Ilok. Poi il confine gira verso sud e vicino a Drenovci raggiunge la triplice frontiera con la Bosnia ed Erzegovina sul fiume Sava.